# Rudolph Culemann
Rudolph Culemann auch Rudolf Cullmann (* 1705 in Minden; † 11. April 1771 ebenda) war ein deutscher Beamter.

## Leben

### Familie
Rudolph Culemann war der Sohn seines gleichnamigen Vaters Rudolph Culemann (* 1670 in Minden; † 15. März 1725 ebenda), Geheimer Kriegs- und Domänenrat und dessen Ehefrau Anna Elisabeth, Tochter des herzoglich anhaltinischen Kanzlers Anton von Bessel (1628–1708) in Quedlinburg und Enkelin von Heinrich Bessel; seine Brüder waren:
- Friedrich Wilhelm Culemann (* 1710; † 4. März 1760), Finanzrat in Berlin; sein Sohn war Friedrich Wilhelm Heinrich Culemann;
- Ernst Albrecht Friedrich Culemann (* 1712 in Minden; † August 1756 ebenda), Kriegs- und Domänenrat, verheiratet mit Felicitas Sophie Marie (1723–1743) und, nach deren Tod, mit Sophie Justine Louise (* 1725), Töchter des Landsyndicus und Zeitungsverlegers Albrecht Christoph von Wüllen;
- Heinrich Rüdiger Culemann (* 1714 in Minden; † 1788 in Pommern), Steuerrat.

Bereits sein Großvater Rudolph Culemann (*  6. November 1645 in Minden; † 1. Januar 1698 ebenda), Advokat und brandenburgischer Rat und sein Urgroßvater Rudolf Culemann (* 1615) waren Bürgermeister in Minden, sein Neffe war Friedrich Wilhelm Heinrich Culemann.
Er war mit Charlotte Sidonie, (* 19. Juni 1711), Tochter des Hofrats Daniel Heinrich von Frederking (1657–1727), verheiratet; von seinen Kindern sind namentlich bekannt:
- Wilhelm Heinrich Culemann (* 1740; † 1768), Kammergerichtsrat;
- Johanne Elisabeth Cullmann (* 1744 in Minden; † 26. Dezember 1792 in Stadthagen), verheiratet mit Arnold Moritz Bom (1704–1805), Kapitänleutnant in Bückeburg.

### Ausbildung
Rudolph Culemann immatrikulierte sich am 23. April 1722 an der Universität Halle zu einem Studium der Rechtswissenschaften.

### Werdegang
Seit 1725 war er als Sekretär bei der Mindener Kriegs- und Domänenkammer (KDK) tätig. Nachdem er am 27. März 1732 die juristische Prüfung bestanden hatte, wurde er zum Regierungsrat an der KDK ernannt.
1734 erfolgte seine Wahl zum regierenden Bürgermeister in Minden.
Er reformierte Anfang 1747 zusammen mit dem Großkanzler Samuel von Cocceji die Justiz in Pommern. Er sollte anschließend auch die Reform in Minden durchführen, daher wurde ihm im Mai 1747 vorübergehend die Direktion des Mindener Regierungskollegiums übertragen; er leitete bis Dezember 1747 alle Justizsachen im Kollegium.
Er erhielt das Prädikat als Geheimer Justizrat.
Er bat 1748 vergeblich um die Nobilitierung.
Am 20. Januar 1750 wurde er zum Vize-Präsidenten der Regierung in Minden ernannt und rückte im Sommer 1752, nach dem Tod von Friedrich Wilhelm Daniel von Derenthal (1689–1752), in dessen Amt als Regierungspräsident nach; er war zugleich Präsident des Konzils sowie des Pupillenkollegiums.
Nach seinem Tod wurde der spätere Justizminister Eberhard von der Recke, Regierungspräsident der Minden-Ravensberger Regierung.

## Schriften (Auswahl)
- Johann Daniel Gruber, Rudolph Culemann: Dissertatio Ivris Pvblici De Ivdaeo Milite. Halle 1823.